# Franco Troyansky
Franco Troyansky (Algarrobo, Provincia de Buenos Aires, Argentina; 6 de marzo de 1997) es un futbolista argentino. Juega como delantero y su primer equipo fue Olimpo de Bahía Blanca. Actualmente milita en Audax Italiano de la Primera División de Chile.

## Trayectoria

### Club Juventud Unida
Franco ha vivido su infancia en la localidad de Juan Cousté, Partido de Villarino. Allí dio sus primeros pasos como futbolista en la escuela de fútbol "5 de abril" del Club Juventud Unida. Durante muchos años lució la auriverde, y en la actualidad se reconoce como un fiel hincha a los colores verde y amarillo.

### Olimpo
A principios de 2015 firma su primer contrato profesional con el club, y ya en 2016 debuta en la Primera División con la camiseta del "Aurinegro": fue en la derrota por 2-0 ante San Lorenzo en la fecha 3 del Torneo Transición. Dos fechas más tarde marca su primer gol en el club, en la victoria por 2-1 ante Arsenal. Luego, en la fecha 12, le convierte un gol a Aldosivi en la victoria por 2-1. 
Ya en 2017 con más partidos de titular y estableciéndose en el 11 inicial, le marca un gol a Patronato en la victoria por 4-3 y a fines de ese año convierte 2 goles consecutivos: en la victoria por 2-0 a Lanús y en el empate por 1-1 ante Godoy Cruz. En la Copa Argentina 2016/17 marca su primer gol en esta competición, en la victoria por 4-2 ante Racing por los dieciseisavos de final.
En el inicio de 2018 le marca nuevamente un gol a dos equipos a los que ya le había convertido: un tanto a Racing en la derrota por 2-1 y otro a Arsenal en la victoria por 2-1.

### Unión
El 16 de julio de 2018 se transforma oficialmente en refuerzo tatengue, allí jugaría hasta el día 18 de febrero de 2021

### San Lorenzo
El 18 de febrero de 2021, Franco se fue de Unión y llegó al Ciclón, debutando contra Liniers en Copa Argentina.
Si bien ha sido criticado, en el partido contra Estudiantes de La Plata el 29 de marzo de 2021 fue de gran ayuda para que Juan Ramírez logre anotar el segundo gol y triunfo del Cuervo.

### Atlas
Tras rescindir su contrato con San Lorenzo, el jugador debía regresar a Unión (club dueño de su pase) pero fue cedido nuevamente a préstamo, esta vez a Atlas de México.

## Clubes
- Actualizado al 11 de agosto de 2025

| Club                    | Div.                | Temporada           | Liga | Liga | Copa Nacional | Copa Nacional | Copa Internacional | Copa Internacional | Total | Total |
| Club                    | Div.                | Temporada           | PJ   | G    | PJ            | G             | PJ                 | G                  | PJ    | G     |
| ----------------------- | ------------------- | ------------------- | ---- | ---- | ------------- | ------------- | ------------------ | ------------------ | ----- | ----- |
| Olimpo Argentina        | 1.ª                 | 2016                | 9    | 2    | 1             | 0             | -                  | -                  | 10    | 2     |
| Olimpo Argentina        | 1.ª                 | 2016/17             | 18   | 1    | 1             | 0             | -                  | -                  | 19    | 1     |
| Olimpo Argentina        | 1.ª                 | 2017/18             | 24   | 4    | 3             | 1             | -                  | -                  | 27    | 5     |
| Olimpo Argentina        | Total               | Total               | 51   | 7    | 5             | 1             | -                  | -                  | 56    | 8     |
| Unión Argentina         | 1.ª                 | 2018/19             | 20   | 4    | 4             | 1             | 2                  | 0                  | 26    | 5     |
| Unión Argentina         | 1.ª                 | 2019/20             | 22   | 4    | 2             | 0             | 2                  | 0                  | 26    | 4     |
| Unión Argentina         | 1.ª                 | 2020                | -    | -    | 10            | 3             | 3                  | 0                  | 13    | 3     |
| Unión Argentina         | 1.ª                 | 2022                | 4    | 1    | 0             | 0             | 1                  | 0                  | 5     | 1     |
| Unión Argentina         | Total               | Total               | 46   | 9    | 16            | 4             | 8                  | 0                  | 70    | 13    |
| San Lorenzo Argentina   | 1.ª                 | 2021                | -    | -    | 11            | 1             | 5                  | 1                  | 16    | 2     |
| San Lorenzo Argentina   | Total               | Total               | -    | -    | 11            | 1             | 5                  | 1                  | 16    | 2     |
| Atlas · México          | 1.ª                 | 2021/22             | 20   | 0    | -             | -             | -                  | -                  | 20    | 0     |
| Atlas · México          | Total               | Total               | 20   | 0    | -             | -             | -                  | -                  | 20    | 0     |
| Lanús Argentina         | 1.ª                 | 2022                | 15   | 1    | -             | -             | -                  | -                  | 15    | 1     |
| Lanús Argentina         | 1.ª                 | 2023                | 24   | 5    | 9             | 0             | -                  | -                  | 33    | 5     |
| Lanús Argentina         | Total               | Total               | 39   | 6    | 9             | 0             | -                  | -                  | 48    | 6     |
| Gimnasia (LP) Argentina | 1.ª                 | 2024                | 8    | 1    | 12            | 0             | -                  | -                  | 20    | 1     |
| Gimnasia (LP) Argentina | Total               | Total               | 8    | 1    | 12            | 0             | -                  | -                  | 20    | 1     |
| Audax Italiano · Chile  | 1.ª                 | 2025                | 13   | 0    | 5             | 1             | -                  | -                  | 18    | 1     |
| Audax Italiano · Chile  | Total               | Total               | 13   | 0    | 5             | 1             | -                  | -                  | 18    | 1     |
| Total en su carrera     | Total en su carrera | Total en su carrera | 177  | 23   | 58            | 7             | 13                 | 1                  | 248   | 31    |

## Palmarés
| Título               | Club  | País   | Año  |
| -------------------- | ----- | ------ | ---- |
| Torneo Apertura      | Atlas | México | 2021 |
| Torneo Clausura      | Atlas | México | 2022 |
| Campeón de Campeones | Atlas | México | 2022 |